# Санта-Марія-де-Дульсіс
Санта-Марія-де-Дульсіс (ісп. Santa María de Dulcis) — муніципалітет в Іспанії, у складі автономної спільноти Арагон, у провінції Уеска. Населення — 211 осіб (2009).
Муніципалітет розташований на відстані близько 360 км на північний схід від Мадрида, 35 км на схід від Уески.
На території муніципалітету розташовані такі населені пункти: (дані про населення за 2009 рік)
- Буера: 110 осіб
- Уерта-де-Веро: 111 осіб

## Демографія
Динаміка населення (INE ):

## Галерея зображень

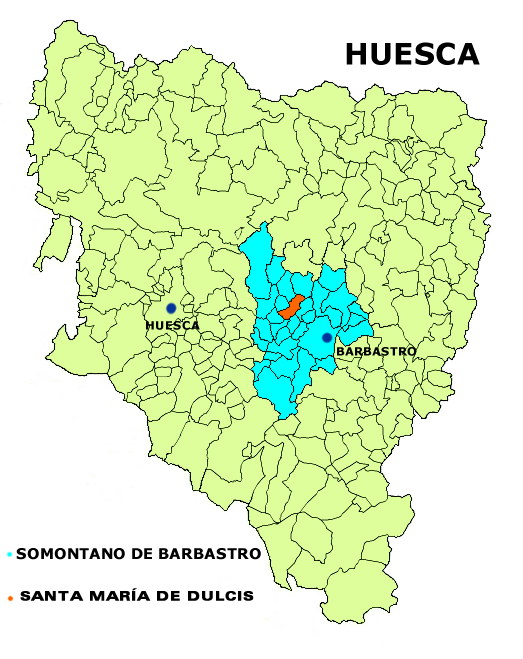
Розташування муніципалітету